# Campionati del mondo di atletica leggera 2019 - Salto con l'asta maschile
La specialità del salto con l'asta maschile dei campionati del mondo di atletica leggera 2019 si è svolta tra il 28 settembre e il 1º ottobre allo Stadio internazionale Khalifa di Doha, in Qatar.

## Podio
| Pos.    | Atleta           | Nazionalità | Misura |
| ------- | ---------------- | ----------- | ------ |
| Oro     | Sam Kendricks    | Stati Uniti | 5,97 m |
| Argento | Armand Duplantis | Svezia      | 5,97 m |
| Bronzo  | Piotr Lisek      | Polonia     | 5,87 m |

## Situazione pre-gara

### Record
Prima di questa competizione, il record del mondo (RM) e il record dei campionati (RC) erano i seguenti.
| Record                | Prestazione | Atleta                    | Data                              | Competizione              |
| --------------------- | ----------- | ------------------------- | --------------------------------- | ------------------------- |
| Record mondiale       | 6,16 m      | Renaud Lavillenie Francia | 15 febbraio 2014 Donec'k, Ucraina |                           |
| Record dei campionati | 6,05 m      | Dmitri Markov Australia   | 9 agosto 2001 Edmonton, Canada    | Campionati del mondo 2001 |

### Campioni in carica
I campioni in carica, a livello mondiale e olimpico, erano:
| Campione | Atleta                       | Prestazione | Data                                   | Competizione                |
| -------- | ---------------------------- | ----------- | -------------------------------------- | --------------------------- |
| Olimpico | Thiago Braz da Silva Brasile | 6,03 m      | 15 agosto 2016 Rio de Janeiro, Brasile | Giochi della XXXI Olimpiade |
| Mondiale | Sam Kendricks Stati Uniti    | 5,95 m      | 8 agosto 2017 Londra (Regno Unito)     | Campionati del mondo 2017   |

### La stagione
Prima di questa gara, gli atleti con le migliori tre prestazioni dell'anno erano:
| Pos. | Atleta                    | Prestazione | Data                                     |
| ---- | ------------------------- | ----------- | ---------------------------------------- |
| 1    | Sam Kendricks Stati Uniti | 6,06 m      | 27 luglio 2019 Des Moines, Stati Uniti   |
| 2    | Piotr Lisek Polonia       | 6,02 m      | 12 luglio 2019 Monaco                    |
| 3    | Armand Duplantis Svezia   | 6,00 m      | 11 maggio 2019 Fayetteville, Stati Uniti |

## Risultati

### Qualificazione
La gara si è svolta sabato 28 settembre alle ore 17:30.

Si qualifica alla finale chi raggiunge i 5,75 m (Q) o i migliori dodici (q).
| Pos | Gruppo | Atleta                 | Nazionalità   | 5,30 m | 5,45 m | 5,60 m | 5,70 m | 5,75 m | Risultato | Note |
| --- | ------ | ---------------------- | ------------- | ------ | ------ | ------ | ------ | ------ | --------- | ---- |
| 1   | A      | Sam Kendricks          | Stati Uniti   | o      | o      | o      | o      | o      | 5,75 m    | Q    |
| 1   | B      | Piotr Lisek            | Polonia       | -      | o      | o      | o      | o      | 5,75 m    | Q    |
| 3   | B      | Cole Walsh             | Stati Uniti   | -      | xo     | xo     | xxo    | o      | 5,75 m    | Q    |
| 4   | A      | Thiago Braz            | Brasile       | -      | o      | o      | o      | xo     | 5,75 m    | Q    |
| 5   | A      | Claudio Stecchi        | Italia        | -      | -      | o      | xo     | xo     | 5,75 m    | Q    |
| 6   | A      | Huang Bokai            | Cina          | -      | o      | xxo    | xo     | xo     | 5,75 m    | Q    |
| 7   | B      | Armand Duplantis       | Svezia        | -      | -      | o      | o      | xxo    | 5,75 m    | Q    |
| 8   | B      | Raphael Holzdeppe      | Germania      | -      | o      | xo     | xxo    | xxo    | 5,75 m    | Q    |
| 9   | A      | Valentin Lavillenie    | Francia       | -      | o      | o      | o      | xxx    | 5,70 m    | q    |
| 10  | B      | Augusto Dutra          | Brasile       | -      | o      | xo     | o      | xxx    | 5,70 m    | q    |
| 11  | B      | Bo Kanda Lita Baehre   | Germania      | -      | o      | xxo    | o      | xxx    | 5,70 m    | q    |
| 11  | A      | Ben Broeders           | Belgio        | -      | xo     | xo     | o      | xxx    | 5,70 m    | q    |
| 13  | A      | Paweł Wojciechowski    | Polonia       | -      | o      | o      | xxo    | xxx    | 5,70 m    |      |
| 13  | B      | Konstadínos Filippídis | Grecia        | o      | o      | o      | xxo    | xxx    | 5,70 m    |      |
| 15  | B      | KC Lightfoot           | Stati Uniti   | o      | o      | o      | xxx    |        | 5,60 m    |      |
| 15  | B      | Ernest John Obiena     | Filippine     | -      | o      | o      | xxx    |        | 5,60 m    |      |
| 15  | B      | Renaud Lavillenie      | Francia       | -      | -      | o      | xxx    |        | 5,60 m    |      |
| 15  | A      | Emmanouīl Karalīs      | Grecia        | -      | o      | o      | xxx    |        | 5,60 m    |      |
| 19  | B      | Robert Sobera          | Polonia       | o      | xxo    | o      | xxx    |        | 5,60 m    |      |
| 20  | B      | Seito Yamamoto         | Giappone      | o      | xo     | xo     | xxx    |        | 5,60 m    |      |
| 21  | A      | Ding Bangchao          | Cina          | xo     | xo     | xxo    | xxx    |        | 5,60 m    |      |
| 22  | A      | Zachery Bradford       | Stati Uniti   | xxo    | xo     | xxo    | xxx    |        | 5,60 m    |      |
| 23  | A      | Torben Blech           | Germania      | o      | o      | xx-    | r      |        | 5,45 m    |      |
| 23  | B      | Rutger Koppelaar       | Paesi Bassi   | o      | o      | xxx    |        |        | 5,45 m    |      |
| 25  | A      | Jin Min-sub            | Corea del Sud | -      | xo     | -      | xxx    |        | 5,45 m    |      |
| 26  | B      | Alioune Sene           | Francia       | xxo    | xo     | xxx    |        |        | 5,45 m    |      |
| 27  | A      | Daichi Sawano          | Giappone      | -      | xxo    | xxx    |        |        | 5,45 m    |      |
| 28  | A      | Masaki Ejima           | Giappone      | xo     | xxo    | xxx    |        |        | 5,45 m    |      |
| 29  | B      | Sondre Guttormsen      | Norvegia      | xo     | xxx    |        |        |        | 5,30 m    |      |
| -   | B      | Yao Jie                | Cina          | xxx    |        |        |        |        | nm        |      |
| -   | B      | Harry Coppell          | Gran Bretagna |        |        |        |        |        | dns       |      |
| -   | A      | Melker Svärd Jacobsson | Svezia        |        |        |        |        |        | dns       |      |
| -   | A      | Menno Vloon            | Paesi Bassi   |        |        |        |        |        | dns       |      |

### Finale
La gara si è svolta martedì 1º ottobre a partire dalle ore 20:05.
Dopo i salti a 5,80 m rimangono in gara solo i primi tre della graduatoria mondiale stagionale: lo statunitense Sam Kendricks, il polacco Piotr Lisek e lo svedese Armand Duplantis, giunti a questo punto senza errori, mentre gli altri sono già tutti eliminati. Lisek e Duplantis superano i 5,87 al secondo tentativo, mentre Kendricks ci riesce solo al terzo. Lo statunitense, però, passa in testa alla classifica superando i 5,92 al primo salto, Duplantis necessita di tre prove mentre Lisek, dopo il primo errore, si riserva gli altri due tentativi per la quota superiore, ma senza successo. Duplantis e Kendricks, invece, superano i 5,97 al terzo tentativo e affrontano, nell'ordine, la quota di 6,02 m. Dopo che entrambi hanno fallito le prime due prove, il terzo errore di Duplantis sancisce la fine della competizione: Kendricks, ormai certo del primo posto e pago del risultato, rinuncia a proseguire.
| Pos | Atleta               | Nazionalità | 5,55 m | 5,70 m | 5,80 m | 5,87 m | 5,92 m | 5,97 m | 6,02 m | Risultato | Note |
| --- | -------------------- | ----------- | ------ | ------ | ------ | ------ | ------ | ------ | ------ | --------- | ---- |
|     | Sam Kendricks        | Stati Uniti | o      | o      | o      | xxo    | o      | xxo    | xx-    | 5,97 m    |      |
|     | Armand Duplantis     | Svezia      | -      | o      | o      | xo     | xxo    | xxo    | xxx    | 5,97 m    |      |
|     | Piotr Lisek          | Polonia     | o      | o      | o      | xo     | x-     | xx     |        | 5,87 m    |      |
| 4   | Bo Kanda Lita Baehre | Germania    | o      | o      | xxx    |        |        |        |        | 5,70 m    |      |
| 5   | Thiago Braz          | Brasile     | xo     | o      | xxx    |        |        |        |        | 5,70 m    |      |
| 6   | Raphael Holzdeppe    | Germania    | o      | xo     | xxx    |        |        |        |        | 5,70 m    |      |
| 6   | Valentin Lavillenie  | Francia     | o      | xo     | xxx    |        |        |        |        | 5,70 m    |      |
| 8   | Claudio Stecchi      | Italia      | o      | xxo    | xxx    |        |        |        |        | 5,70 m    |      |
| 9   | Huang Bokai          | Cina        | o      | xxx    |        |        |        |        |        | 5,55 m    |      |
| 10  | Augusto Dutra        | Brasile     | xo     | xxx    |        |        |        |        |        | 5,55 m    |      |
| 10  | Cole Walsh           | Stati Uniti | xo     | xxx    |        |        |        |        |        | 5,55 m    |      |
| 12  | Ben Broeders         | Belgio      | xxo    | xxx    |        |        |        |        |        | 5,55 m    |      |